# Герб Волноваського району
Герб Волноваського райо́ну — офіційний символ Волноваського району Донецької області, затверджений рішенням сесії Волноваської районної ради 20 листопада 2001 року.

## Опис
На лазуровому щиті чорне зубчасте колесо, поверх якого золотий колос. У підвищеній золотій базі два лазурових хвилеподібних пояси, нижній з яких вужчий. Щит обрамлений зеленими дубовим листям, перевитим срібною стрічкою з написом «Волноваський район».
Комп'ютерна графіка — В. М. Напиткін, К. М. Богатов.